# متلازمة بيردون
متلازمة بيردون (بالإنجليزية: Berdon syndrome)‏؛ وتعرف أيضا باسم متلازمة تضخم المثانة، الأمعاء، انكماش القولون،(بالإنجليزية: Megacystis-microcolon-intestinal hypoperistalsis syndrome)‏ نقص التمعج وتختصر (MMIH)، تصيب الأطفال الرضّع والمواليد الجدد، وتكون سائدة أكثر عند الإناث.

## الأعراض
تتميّز بالإمساك والاحتفاظ البولي، تضخم بالمثانة وتوسّع في الأمعاءالدقيقة. ينتج منعطل العضلة الناعمة في البطن والنظام الهضمي. مما تشكل فوضى في عمل الأمعاء، ومعدة وكلى، وتمنع المثانة من اداء دورها بشكل صحيح. النتائج الباثولوجية تشمل كمية كبيرة من خلايا العقدة في كلتا المناطق المتوسّعة والضيّقة من الأمعاء.

## الاسباب
لا يعرف السبب الرئيسي في الإصابة بهذا المرض بعض الخبراء يقولون ان سبب الإصابة بمتلازمة بيردون هوإضطراب عائلي مجهول الأصل. ولكن البعض يختلفون سواء في عمل الوراثة مهيمنة أو في أن المرض مكتسب.

## التشخيص
متلازمة بردون صعبة التشخيص قبل ولادة الطفل الرضيع. الأعضاء الداخلية الشاذّة قد ترى على الأشعة الفوق السمعية الجنينية، لكنّه قد لا يكون واضح الذي الطفل عنده متلازمة بيردون، مالم الطفل كان عنده شقيق بالفوضى. عندما الطفل الرضيع فحص طبيعي ولد والأشعة الفوق السمعية يمكن أن يقرّرا إذا هو أثّر عليه بالإصابة.

## العلاج
لحتى الآن لايوجد حالياً علاج لمتلازمة بيردون، ووجهة النظر كئيبة للأطفال ولدت معها. معظمهم يموت ضمن سنتهم الأولى من الحياة. الأطفال يمكن أن يغذّوا بشكل وريدي بالخلطات الخاصّة، لكن هذا النوع من العلاج يسبّب فشل الكبد في أغلب الأحيان للمريض. في العقد الأخير، أطباء حاولوا الاستبدال كلّ الأعضاء الداخلية المعيوبة في الأطفال بالمتلازمة بالزرع.في عام 1999 كتب مقالة في المجلّة زراعة الاعضاء ذكرت انه في 3 فتيات مصابات بمتلازمة بيردون اجريت لهن عملية زراعة أعضاء.وزراعة واحدة فشلت من اصل ثلاثة.

## وصلات اضافية
- Megacystis microcolon intestinal hypoperistalsis syndrome في معاهد الصحة الوطنية الأمريكية للأمراض النادرة
- الوراثة المندلية البشرية عبر الإنترنت (OMIM): Megacystis microcolon intestinal hypoperistalsis syndrome; MMIH syndrome; Berdon syndrome -249210
- Walter E. Berdon Awards